# Piper (film 2023)
Piper è un film del 2023 diretto da Anthony Waller.

## Trama
Liz, un'insegnante di scuola americana, si trasferisce ad Hamelin, in Germania, con la figlia Amy. Scopre presto che la città è scossa da una serie di suicidi di bambini che avevano manifestato assieme ai loro genitori allucinazioni visive e uditive: gli abitanti temono che si tratti dell'opera del diabolico pifferaio delle fiabe, che, a insaputa di Liz, ha già preso di mira Amy.

## Produzione
Il film è stato girato in Lettonia dall'ottobre al dicembre del 2020.

## Distribuzione
Il film è stato presentato in anteprima al FrightFest di Glasgow il 27 agosto 2023.